# ساچیارنی
ساچیارنی (به لاتین: Sachyarni) یک منطقه مسکونی در جمهوری آذربایجان است که در شهرستان شماخی واقع شده است.